# 那加織田町
那加織田町（なかおだちょう）は、岐阜県各務原市の地名。現行行政町名は那加織田町一丁目、二丁目。

## 地理
各務原市の那加地区に属する。
町域の東部は那加信長町、西部は那加桜町、南部は那加住吉町、北部は那加桜町、那加東新町に接する。
町域の北には名古屋鉄道各務原線が通過する。
地名は、戦国時代、織田信長がこの地域の入会地を手力雄神社に社領として寄進したことに因み、織田信長の姓からつけられたという。
道路
- 那加メーンロード

## 歴史
1944年（昭和19年）2月11日、那加町西市場外六ケ所大字入会地の市街地の地域で字名の改称と地番変更がおこなわれ、織田町が成立。1963年（昭和38年）4月1日に各務原市の発足に伴い那加織田町に改称する。

## 世帯数と人口
2024年（令和6年）10月1日現在の世帯数と人口は以下の通りである。
| 丁目             | 世帯数  | 人口  |
| ---------------- | ------- | ----- |
| 那加織田町一丁目 | 93世帯  | 198人 |
| 那加織田町二丁目 | 78世帯  | 175人 |
| 計               | 171世帯 | 373人 |

## 小・中学校の学区
市立小・中学校に通う場合、学区は以下の通りとなる。
| 番・番地等 | 小学校                   | 中学校               |
| ---------- | ------------------------ | -------------------- |
| 全域       | 各務原市立那加第二小学校 | 各務原市立桜丘中学校 |

## 主な施設
- 織田信長公園
- 中部電力パワーグリッド各務原営業所

## 交通
- 各務原市ふれあいバス蘇原線